# Portal Tomb von Bin

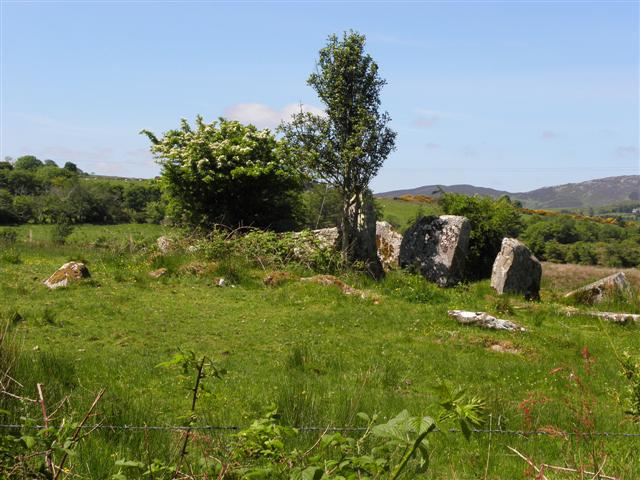
Portal Tomb von Bin

Das Portal Tomb von Bin (Dg. 13) liegt im Townland Bin (irisch Binn) 150 m östlich des Drumhallagh River, der in den Meeresarm Lough Swilly mündet, auf der Südostseite eines Felsrückens, nördlich von Saltpans im auf der Halbinsel Fanad im County Donegal in Irland. Als Portal Tombs werden üblicherweise Megalithanlagen bezeichnet, bei denen zwei gleich hohe, aufrecht stehende Steine (mit einem Türstein dazwischen), die Vorderseite einer Kammer bilden, die mit einem zum Teil gewaltigen Deckstein bedeckt ist.
Das vergleichsweise winzige Portal Tomb öffnet sich nach Südosten. Es besteht aus einer Kammer ohne erhaltenen Deckstein, die ursprünglich nur etwas mehr als 2,0 m lang und 1,4 m breit war. Der Zugang zur Kammer liegt zwischen zwei längs gesetzten Portalsteinen. Der westliche ist 1,55 m hoch. Der erhaltene Teil des östlichen Portalsteins ist nur noch 0,35 m hoch. Intakt war er etwa gleich hoch. Der Stein war 1929 noch intakt (Boyle Somerville 1929), wurde aber bis 1975 auf seinen heutigen Zustand reduziert. Zwei Platten bilden die Kammerseiten. Beide lehnen sich nach innen gegen den sich leicht nach innen neigenden, 1,3 m hohen Endstein, dessen Oberseite mit einem leichten Giebel versehen ist. Der östliche Seitenstein, der den angrenzenden Portalstein überlappt würde aufrecht stehend 1,35 m hoch sein. Der westliche Seitenstein würde aufrecht, 1,5 m hoch sein. Er und der angrenzende Portalstein stehen mehr oder weniger auf einer Linie im Abstand von 0,5 m.